# Maurice Woollcombe
Maurice Woollcombe CB, DL, (* 18. April 1868; † 19. Dezember 1930) war ein britischer Vizeadmiral der Royal Navy.

## Leben
Woollcombe absolvierte nach dem Schulbesuch eine Offiziersausbildung bei der Royal Navy und erhielt am 16. Juli 1889 seine Beförderung zum Oberleutnant zur See (Sub-Lieutenant). Am 30. Juni 1901 folgte seine Beförderung zum Fregattenkapitän (Commander). sowie am 30. Juni 1907 zum Kapitän zur See (Captain). Für seine Verdienste während der Skagerrakschlacht wurde er mit Wirkung vom 31. Mai 1916 Companion des Order of the Bath (CB). Darüber hinaus wurde ihm für seinen Einsatz in der Grand Fleet während der Skagerrakschlacht am 5. Juni 1917 auch der Russische Orden der Heiligen Anna Zweiter Klasse mit Schwertern verliehen.
Nach der Beförderung von Kapitän zur See Edward Montgomery Phillpotts zum Konteradmiral wurde er am 15. Januar 1918 dessen Nachfolger als Marine-Aide-de-camp von König Georg V. Am 2. Oktober 1918 erfolgte seine eigene Beförderung zum Konteradmiral (Rear Admiral). Später wurde er auch zum Vizeadmiral (Vice Admiral) befördert. Er lebte in Beechwood und wurde am 14. Juni 1926 zum Deputy Lieutenant (DL) der Grafschaft Devon ernannt.